# Arthrostemma primaevum
Arthrostemma primaevum är en tvåhjärtbladig växtart som beskrevs av Frank Almeda. Arthrostemma primaevum ingår i släktet Arthrostemma och familjen Melastomataceae. Inga underarter finns listade i Catalogue of Life.